# E. Preston Ames
Edgar Preston Ames (* 15. Juni 1906 in San Mateo, Kalifornien; † 20. Juli 1983 in Los Angeles, Kalifornien) war ein US-amerikanischer Filmarchitekt, der zwei Mal den Oscar für das beste Szenenbild erhielt.

## Leben
Ames begann Mitte der 1940er Jahre seine Tätigkeit als Szenenbildner und Art Director in der Filmwirtschaft Hollywoods und war 1944 bei Kismet erstmals an der Ausstattung eines Films beteiligt. Im Laufe seiner Karriere war er als Szenenbildner an der Erstellung von fast Film- und Fernsehproduktionen beteiligt.
Bei der Oscarverleihung 1952 erhielt er zusammen mit Cedric Gibbons, Edwin B. Willis und F. Keogh Gleason seinen ersten Oscar für das beste Szenenbild in dem Farbfilm Ein Amerikaner in Paris (1951). Weitere Oscar-Nominierungen für das beste Szenenbild folgten 1954 mit Cedric Gibbons, Edward C. Carfagno, Gabriel Scognamillo, Edwin B. Willis, F. Keogh Gleason und Jack D. Moore für den Farbfilm War es die große Liebe?, 1955 mit Gibbons, Willis und Gleason für den Farbfilm Brigadoon (1954) sowie 1957 gemeinsam mit Gibbons, Hans O. Peters und Gleason für den Farbfilm Vincent van Gogh – Ein Leben in Leidenschaft. Seinen zweiten Oscar in der Kategorie bestes Szenenbild gewann er bei der Oscarverleihung 1959 zusammen mit William A. Horning, Henry Grace und Gleason für Gigi.
Danach wurde Ames noch drei weitere Male für den Oscar für das beste Szenenbild nominiert und zwar 1965 mit George W. Davis, Henry Grace und Hugh Hunt für den Farbfilm Goldgräber-Molly, 1971 mit Alexander Golitzen, Jack D. Moore und Mickey S. Michaels für Airport sowie 1975 mit Golitzen und Frank R. McKelvy für Erdbeben. Zuletzt war er 1983 mit Bill Harp für einen Emmy für die herausragendste Ausstattung in einer Fernsehserie nominiert und zwar für die Folge „Jenny“ der von der National Broadcasting Company (NBC) produzierten fünfteiligen Fernsehserie Casablanca (1983).
Ames, der auch die Ausstattung für Folgen von Fernsehserien wie Bonanza (1971 bis 1972) schuf, arbeitete mit Filmregisseuren wie Vincente Minnelli, Gottfried Reinhardt, Charles Walters, George Seaton und Mark Robson zusammen.

## Filmografie (Auswahl)
- 1944: Kismet
- 1944: Blonde Fever
- 1947: Die Dame im See (Lady in the Lake)
- 1948: Drei kleine Biester (Three Daring Daughters)
- 1949: Kuß um Mitternacht (That Midnight Kiss)
- 1949: Frauen um Dr. Corday (The Doctor and the Girl)
- 1950: Blutiger Staub (The Outriders)
- 1950: Hexenkessel (Crisis)
- 1950: Einmal eine Dame sein (Two Weeks with Love)
- 1951: Ein Amerikaner in Paris (An American in Paris)
- 1952: Gefährten des Grauens (The Wild North)
- 1953: War es die große Liebe? (The Story of Three Loves)
- 1953: Vorhang auf! (The Band Wagon)
- 1953: Herzen im Fieber (Torch Song)
- 1954: Brigadoon
- 1956: Vincent van Gogh – Ein Leben in Leidenschaft (Lust for Life)
- 1957: Warum hab’ ich ja gesagt? (Designing Woman)
- 1958: Gigi
- 1959: Tropenglut (Green Mansions)
- 1960: Das Erbe des Blutes (Home from the Hill)
- 1960: Anruf genügt – komme ins Haus (Bells Are Ringing)
- 1961: Lied des Rebellen (Wild in the Country)
- 1961: Die Heiratsmaschine (The Honeymoon Machine)
- 1962: Mein Bruder, ein Lump (All Fall Down)
- 1962: Spiel mit mir (Billy Rose’s Jumbo)
- 1964: Staatsaffären (A Global Affair)
- 1964: Goldgräber-Molly (The Unsinkable Molly Brown)
- 1966: Paris ist voller Liebe (Made in Paris)
- 1968: Alles was verboten ist (The Impossible Years)
- 1970: Airport
- 1970: Blutige Erdbeeren (The Strawberry Statement)
- 1970: Nur Fliegen ist schöner (Brewster McCloud)
- 1973: Der Don ist tot (The Don Is Dead)
- 1974: Erdbeben (Earthquake)
- 1975: Das Nervenbündel (The Prisoner of Second Avenue)
- 1975: Mit Dynamit und frommen Sprüchen (Rooster Cogburn)
- 1978: Die Katze aus dem Weltraum (The Cat from Outer Space)
- 1983: Casablanca (TV-Miniserie)